# 1350 Rosselia
Rosselia (asteróide 1350) é um asteróide da cintura principal com um diâmetro de 23,35 quilómetros, a 2,6081835 UA. Possui uma excentricidade de 0,0873096 e um período orbital de 1 764,46 dias (4,83 anos).
Rosselia tem uma velocidade orbital média de 17,61916888 km/s e uma inclinação de 2,93719º.
Esse asteróide foi descoberto em 3 de Outubro de 1934 por Eugène Delporte.